# Tai'an
Tai'an (chinês: 泰安, pinyin: Tài'ān) é uma prefeitura com nível de cidade na província de Xantum, na China.